# Indosylvirana urbis
Indosylvirana urbis é uma espécie de anfíbio anuro da família Ranidae. Está presente na Índia. A UICN classificou-a como quase ameaçada.